# Perarolo (Vigonza)
Perarolo è una frazione del comune italiano di Vigonza, in provincia di Padova.

## Geografia fisica
Posta a sud di Vigonza, oltre la ferrovia Milano-Venezia, forma un unico agglomerato con Busa (a sudovest). È inoltre divisa in due dal passaggio dell'autostrada A4.

## Storia
È abbastanza certo che il nome del paese sia un fitotoponimo da pirus "pero", tuttavia Giovanni Battista Pellegrini non esclude una derivazione da peràra "pietraia".
La prima menzione della località, indicata già allora con l'odierno toponimo, risale al 1025, quando l'abbazia di Sant'Ilario vi acquistò alcuni terreni. Nei documenti successivi compaiono le varianti Parayolo, Pirarorlo, Pererolo e Pedrirolo.

## Monumenti e luoghi d'interesse

### Vecchia parrocchiale
Come testimoniato dalla decima papale del 1297, la chiesa di Perarolo era in origine dipendente dalla pieve di Torre. Durante la visita pastorale del 1458 il luogo sacro (di cui è per la prima volta citato il patrono) risulta sottoposto al priorato della chiesa di Vigonza. Ne seguì le sorti quando questo passò alle benedettine del monastero padovano della Misericordia. A inizio Ottocento con la soppressione del cenobio, Perarolo divenne parrocchia. Nel 1919 acquisì da San Vito la località Oltre Brenta, mentre nel 1971 perse una porzione di territorio con la costituzione della parrocchia di Busa.
Di un primo restauro si ha notizia nel 1666, quando le monache furono obbligate dal podestà di Padova a pagare una parte del restauro dell'edificio. Ciò non fu sufficiente a migliorare le condizioni della chiesa, infatti durante le visite pastorali del Settecento fu sempre constato quanto essa fosse povera e angusta.
Dal 1817 subì il restauro del coro e nel 1841-1844 venne allungata la navata. Il campanile, demolito perché pericolante, fu ricostruito nel 1833.
Nel presbiterio si trova una serie di dipinti di soggetto biblico di scuola veneta tardo-secentesca (si cita Mosè che fa scaturire l'acqua della roccia), mentre sull'altare maggiore si colloca una statua ottocentesca in pietra, sempre di provenienza veneta, raffigurante San Giovanni Battista.

### Nuova parrocchiale
I lavori del nuovo complesso parrocchiale, comprendente, oltre alla chiesa, canonica e patronato, iniziarono negli anni 1970. In questo modo il centro del paese si è spostato più a est, divenendo più accessibile agli abitanti del quartiere Pavan che si trovano oltre l'autostrada. Nel 1999 è stata costruita la scuola dell'infanzia, ampliata nel 2008.

### Villa Fongaro
Si trova lungo la direttrice per Stra, a est del quartiere Pavan. 
Il corpo principale, originario del Seicento, è stato ampliato nel secolo successivo con l'aggiunta delle ali laterali al corpo centrale. Quest'ultimo è più alto per la presenza di un mezzanino ad uso di soffitta. Al piano terra tutti i volumi presentano finestre rettangolari con davanzale aggettante. Rettangolare è anche il portale d'ingresso, al centro, coronato da una cornice sporgente. Subito sopra, al primo piano, si apre una portafinestra archivoltata che dà su un balconcino con colonnine in pietra. Era affiancata da due monofore che oggi risultano tamponate. Il complesso è concluso dalla barchessa, innestato perpendicolarmente al palazzo.
Di fronte all'edificio, verso la strada, si estende un appezzamento dove sussistono i resti del viale d'accesso e della cancellata.